# Hirsch Hildesheimer
Hirsch Hildesheimer (2 février 1855, Eisenstadt, Empire d'Autriche-7 décembre 1910, Berlin, Royaume de Prusse), fils du rabbin Azriel Hildesheimer, fondateur du Séminaire rabbinique Hildesheimer de Berlin, enseigne dans ce séminaire à partir de 1880. Il est titulaire d'un doctorat de l'université de Leipzig. Il est connu principalement pour sa lutte contre l'antisémitisme, l'accusation de meurtre rituel contre les Juifs  et pour la défense de la Shehita.

## Biographie
Hirsch Hildesheimer est né le 2 février 1855, à Eisenstadt, Burgenland,  Hongrie, aujourd'hui en Autriche.
Il est le fils du rabbin Azriel Hildesheimer et de Henriette Jettchen Hildesheimer,